# John Terwilliger
John Terwilliger, född den 14 december 1957 i Albuquerque, New Mexico, är en amerikansk roddare.
Han tog OS-silver i åtta med styrman i samband med de olympiska roddtävlingarna 1984 i Los Angeles.